# Рам за слику моје драге
„Рам за слику моје драге” је југословенски филм из 1968. године. Режирао га је Мирза Идризовић који је заједно са Душком Трифуновићем написао и сценарио.

## Радња
По жанру је драма, а протагонисти су група дечака која се среће са младићем, који се управо доселио у суседство. Радња приказује како прво са њим сукобљују, а потом спријатеље, па им он помаже да покушају да се снађу са искушењима које доноси одрастање и прва љубав.
Група дечака - Луфтика, Адо, Шпицока, Тврди и Секси, споља и изнутра повезани су личним другарством које у том добу, као можда више никад, бива неупоредиво јаче од многих, чак и крвних веза. Прича се исказује у збивањима, стањима и догађајима у којима су јунаци опседнути дечијим играма и сексом. Дечаци проводе своје дане у великом дворишту на периферији града.
Невиност њиховог микрокосмоса квари младић Никола Маглај, отварајући прозор на забатном зиду, који до тада служи дечацима као фудбалски гол. Сукоб се претвара у пријатељство и дечаци се преко Николе Маглаја упознају са светом одраслих.
Читав филм је конципиран као дечије трагање по том лавиринту одраслих.

## Улоге
| Глумац           | Улога   |
| ---------------- | ------- |
| Зоран Радмиловић | Никола  |
| Душица Жегарац   | Девојка |
| Снежана Никшић   | Слава   |
| Заим Музаферија  | Златан  |
| Влајко Шпаравало | Кицош   |
| Павле Вуисић     | Ускок   |
| Бајро Ахметхоџић | Тврди   |
| Срђан Јаковљевић | Спичока |

Остале улоге  ▼
| Глумац          | Улога     |
| --------------- | --------- |
| Расим Кадрић    | Адо       |
| Амра Мулић      | Девојчица |
| Гордана Раден   | Гордана   |
| Драган Спасов   | Луфтика   |
| Васја Станковић | Продавац  |
| Митар Жуковић   | Секси     |